# Champdeniers-Saint-Denis
Champdeniers-Saint-Denis és un municipi francès situat al departament de Deux-Sèvres i a la regió de la Nova Aquitània. L'any 2007 tenia 1.601 habitants.

## Demografia

### Població
El 2007 la població de fet de Champdeniers-Saint-Denis era de 1.601 persones. Hi havia 644 famílies de les quals 220 eren unipersonals (81 homes vivint sols i 139 dones vivint soles), 208 parelles sense fills, 177 parelles amb fills i 39 famílies monoparentals amb fills.
La població ha evolucionat segons el següent gràfic:
Habitants censats

### Habitatges
El 2007 hi havia 761 habitatges, 662 eren l'habitatge principal de la família, 24 eren segones residències i 75 estaven desocupats. 718 eren cases i 42 eren apartaments. Dels 662 habitatges principals, 451 estaven ocupats pels seus propietaris, 196 estaven llogats i ocupats pels llogaters i 14 estaven cedits a títol gratuït; 10 tenien una cambra, 47 en tenien dues, 85 en tenien tres, 165 en tenien quatre i 356 en tenien cinc o més. 474 habitatges disposaven pel capbaix d'una plaça de pàrquing. A 296 habitatges hi havia un automòbil i a 284 n'hi havia dos o més.

### Piràmide de població
La piràmide de població per edats i sexe el 2009 era:
| Homes | Edats   | Dones |
| ----- | ------- | ----- |
| 0     | 95 o +  | 12    |
| 0     | 90 a 94 | 16    |
| 20    | 85 a 89 | 80    |
| 28    | 80 a 84 | 44    |
| 36    | 75 a 79 | 64    |
| 48    | 70 a 74 | 64    |
| 36    | 65 a 69 | 52    |
| 44    | 60 a 64 | 60    |
| 20    | 55 a 59 | 20    |
| 64    | 50 a 54 | 52    |
| 40    | 45 a 49 | 32    |
| 28    | 40 a 44 | 40    |
| 52    | 35 a 39 | 40    |
| 40    | 30 a 34 | 32    |
| 48    | 25 a 29 | 52    |
| 36    | 20 a 24 | 24    |
| 36    | 15 a 19 | 28    |
| 56    | 10 a 14 | 44    |
| 24    | 5 a 9   | 40    |
| 16    | 0 a 4   | 28    |

## Economia
El 2007 la població en edat de treballar era de 835 persones, 645 eren actives i 190 eren inactives. De les 645 persones actives 588 estaven ocupades (305 homes i 283 dones) i 58 estaven aturades (19 homes i 39 dones). De les 190 persones inactives 103 estaven jubilades, 42 estaven estudiant i 45 estaven classificades com a «altres inactius».

### Ingressos
El 2009 a Champdeniers-Saint-Denis hi havia 685 unitats fiscals que integraven 1.523,5 persones, la mediana anual d'ingressos fiscals per persona era de 16.071 €.

### Activitats econòmiques
Dels 100 establiments que hi havia el 2007, 7 eren d'empreses alimentàries, 5 d'empreses de fabricació d'altres productes industrials, 10 d'empreses de construcció, 27 d'empreses de comerç i reparació d'automòbils, 7 d'empreses de transport, 5 d'empreses d'hostatgeria i restauració, 7 d'empreses financeres, 3 d'empreses immobiliàries, 8 d'empreses de serveis, 16 d'entitats de l'administració pública i 5 d'empreses classificades com a «altres activitats de serveis».
Dels 28 establiments de servei als particulars que hi havia el 2009, 1 era una gendarmeria, 1 oficina de correu, 3 oficines bancàries, 3 tallers de reparació d'automòbils i de material agrícola, 1 autoescola, 1 paleta, 3 guixaires pintors, 1 fusteria, 2 lampisteries, 3 perruqueries, 1 veterinari, 5 restaurants, 2 agències immobiliàries i 1 saló de bellesa.
Dels 11 establiments comercials que hi havia el 2009, 1 era un supermercat, 3 fleques, 1 una carnisseria, 1 una peixateria, 2 botigues de roba, 1 una botiga d'electrodomèstics, 1 un drogueria i 1 una floristeria.
L'any 2000 a Champdeniers-Saint-Denis hi havia 28 explotacions agrícoles que ocupaven un total de 1.105 hectàrees.

## Equipaments sanitaris i escolars
El 2009 hi havia 1 centre de salut, 4 farmàcies i 1 ambulància.
El 2009 hi havia 1 escola maternal i 1 escola elemental. Champdeniers-Saint-Denis disposava d'un col·legi d'educació secundària amb 253 alumnes.

## Poblacions més properes
El següent diagrama mostra les poblacions més properes.